# Dynamiczna chemia kowalencyjna
Dynamiczna chemia kowalencyjna (DCK) – strategia syntezy organicznej stosowana w konstrukcji skomplikowanych chemicznych architektur i związków wielkocząsteczkowych z odrębnych bloków budulcowych. Termin „dynamiczna chemia kowalencyjna” często mylnie utożsamiany jest z dynamiczną chemią kombinatoryczną, w której zawiera się również dynamiczna chemia niekowalencyjna (supramolekularna).
Biblioteki związków utworzonych metodami DCK są nazywane dynamicznymi bibliotekami kombinatorycznymi. Historycznie DCK odgrywała kluczową rolę w rozwoju analizy konformacyjnej, poprzez umożliwienie izomerom konfiguracyjnym pozostanie w równowadze z kwasami lub zasadami.

## Założenia[1]
Głównym założeniem dynamicznej chemii kowalencyjnej jest tworzenie się odwracalnych wiązań w warunkach równowagi termodynamicznej. Dzięki temu, że produkty reakcji tworzą się na skutek kontroli termodynamicznej zamiast kinetycznej, ich stężenie w mieszaninie reakcyjnej zależy jedynie od względnej trwałości ostatecznego produktu. Co więcej, poprzez kontrolę termodynamiczną można otrzymać związki, których synteza kontrolowana kinetycznie jest niemożliwa. Położenie stanu równowagi można kontrolować poprzez parametry zewnętrzne, takie jak:
- temperatura
- ciśnienie
- obecność templatu
- medium reakcyjne (rozpuszczalnik)
- światło
- potencjał elektryczny

Stężenie pożądanego produktu można również kontrolować poprzez efekty steryczne lub elektrostatyczne, wywołane przez grupy funkcyjne i heteroatomy występujące w związku, nadające mu odpowiednie właściwości i stabilizujące docelowy związek. Przesunięcie równowagi termodynamicznej można również osiągnąć, wprowadzając do reakcji dodatkową porcję substratu lub odbierając tworzący się produkt.

## Wiązania chemiczne[1]
Można wyróżnić dwa główne mechanizmy tworzenia się wiązań chemicznych w DCK:
1) reakcje wymiany pomiędzy jednym reagentem a drugim, na skutek czego powstaje identyczne wiązanie jak wyjściowe (np. tworzenie się mostków disulfidowych)
2) tworzenie się nowych, dynamicznych wiązań poprzez kondensację (np. kondensacja imin) lub reakcje cykloaddycji (np. reakcja Dielsa-Aldera).
Jako wiązania odwracalne najczęściej stosowane w dynamicznej chemii kowalencyjnej można wymienić:
- acetale[6]
- estry[7] i bezwodniki kwasu borowego[8]
- disulfidy[9][7]
- hydrazony[3]
- iminy[7]
- oksymy[3]
- olefinowe[7]
- amidy[10]

Ważnymi kryteriami w dynamicznej chemii kombinatorycznej podczas wyboru reakcji są: krótki czas tworzenia się wiązań, łagodne warunki reakcji oraz odwracalność tworzącego się wiązania, z jednoczesną łatwością w izolacji pożądanego produktu.

## Zastosowania[10]
Dzięki możliwości sterowania układem poprzez warunki zewnętrzne, dynamiczna chemia kowalencyjna znajduje zastosowanie w tworzeniu inteligentnych, nowoczesnych, responsywnych materiałów. Można do nich zaliczyć złożone architektury molekularne, m.in. zamknięte, połączone niekowalencyjnie makromolekuły (między innymi katenany i rotaksany), molekularne kontenery i kapsuły, a także COFy (ang. Covalent Organic Frameworks). Dotychczas najdłużej stosowana oraz najlepiej zbadana jest synteza polimerów, w której DCK odgrywa znaczącą rolę. W wyniku polimeryzacji z zastosowaniem metod DCK można otrzymać bardziej złożone, a zarazem stabilne termodynamicznie struktury (materiały) względem klasycznych metod. Ponieważ w reakcjach odwracalnych, na których bazuje DCK, tworzą się związki idealnie dopasowane do receptora lub potencjalnego katalizatora, DCK znajduje zastosowanie podczas odkrywania leków, systemów selektywnego ich uwalniania wewnątrz organizmu, poszukiwania ligandów dla biomolekuł oraz w projektowaniu katalizatorów. DCK stosuje się także do konstrukcji sensorów, molekularnych rotorów lub samonaprawiających się materiałów.